# Anfa

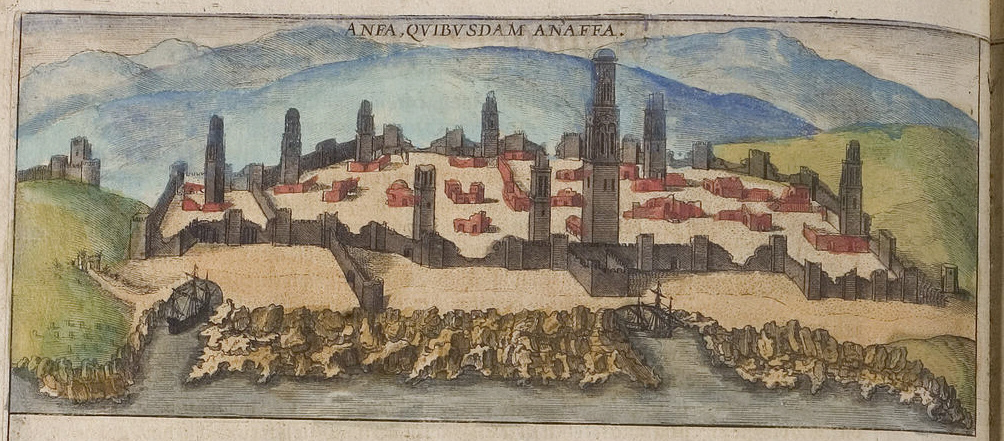
Anfa en 1572.

Anfa o Anaffa para los bereberes, Anafe en español y Anafé en portugués es el nombre milenario que recibía toda la región donde ahora se asienta Casablanca (Marruecos). Significa «elevado» o «eminencia».
Hoy en día, Anfa es el nombre de un barrio en la ciudad de Casablanca. Es uno de los desarrollos más modernos de la ciudad y su corazón financiero.